# Лепа села лепо горе
Лепа села лепо горе је српски ратни филм из 1996. године, режисера и ко-сценаристе Срђана Драгојевића. Филм је омаж југословенској кинематографији.
Филм је инспирисан истинитим догађајем, када је 7 српских војника дринског корпуса било девет дана окружено у 97 m дугом тунелу Бродар (8 km од Вишеграда према Рудом) у септембру 1992. године.
Филм је био српски кандидат за Оскара, за најбољи филм ван енглеског говорног подручја за 1996. годину. Сматра се модерним класиком српске кинематографије.

## Радња
Радња филма почиње у једној београдској војној болници где су смештени рањеници рата у Босни и Херцеговини. У болници се филмски јунаци сећају младости и рата. Прича се врти око двојице дечака, Халила - Муслимана, и Милана - Србина, који су одрасли заједно у селу близу напуштеног тунела. Као деца се нису усудили да уђу у тунел, јер су веровали да тамо борави „дрекавац“. Дванаест година касније, током рата у Босни, Милан, заробљен у тунелу са својим саборцима, и Халил налазе се на супротним странама, судбински срљајући у сукоб. Међу исцрпљеним српским борцима нашла се и једна залутала америчка новинарка.

## Улоге
| Глумац               | Улога                          |
| -------------------- | ------------------------------ |
| Драган Бјелогрлић    | Милан Тановић                  |
| Никола Којо          | Веља                           |
| Бата Живојиновић     | Гвозден                        |
| Зоран Цвијановић     | Брзи                           |
| Драган Максимовић    | професор Петар                 |
| Милорад Мандић Манда | Виљушка                        |
| Драган Петровић      | Лаза                           |
| Никола Пејаковић     | Халил Пашић                    |
| Лиза Монкјур         | Лиза                           |
| Марко Ковијанић      | Марко                          |
| Петар Божовић        | Слободан                       |
| Рената Улмански      | Миланова мајка                 |
| Вера Дедовић         | учитељица                      |
| Драган Зарић         | Назим                          |
| Бранко Видаковић     | дилер                          |
| Дубравко Јовановић   | војни полицајац/ратни профитер |
| Бранка Катић         | болничарка                     |
| Милена Павловић      | болничарка                     |
| Мира Бањац           | Вељина мајка                   |
| Небојша Илић         | Вељин брат                     |
| Борис Миливојевић    | заробљени Муслиман             |
| Феђа Стојановић      | Џемал Биједић                  |
| Мелита Бихали        | Халилова мајка                 |
| Бојан Жировић        | војник                         |
| Милица Остојић       | тета Ђана                      |
| Зоран Радомировић    | наркоман                       |
| Небојша Дракула      | зли болничар                   |
| Дарко Томовић        | сниматељ                       |
| Оливера Викторовић   | Назимова жена                  |
| Сузана Златановић    | девојчицина мајка              |
| Наташа Лучанин       | болничарка                     |
| Сандра Бугарски      | болничарка                     |
| Зденко Колар         | мировњак                       |
| Вања Булић           | мировњак                       |
| Милко Јосифов        | Турчин                         |
| Горан Петрановић     | борац/рањеник                  |

Улоге дечака Халила и Милана глумили су Милош Ђуричић и Адмир Шеховић који је и касније наставио да се бави глумом.

## О ликовима
Милан (Драган Бјелогрлић) - централни јунак приче, младић растрзан унутрашњим сукобима у себи и држави.
Веља (Никола Којо) - Познати лопов из Београда, који је највећи део свог „посла“ обављао 1980-их и раних 1990-их. Када су позивари дошли по његовог млађег брата, он се представио као брат и уместо њега отишао у рат. Он је дао име филму. Након што је његова јединица спалила село рекао је: „Лепа села лепо горе, а ружна остају ружна чак и када горе.“
Позната је његова реченица у филму: 
Ајде да ти чика Веља да бону.
Петар (Професор) (Драган Максимовић) -  Србин из Босне, професор из Бање Луке по чему је добио надимак. У филму изгледа да има носталгичан осећај према Југославији. Док други за време рата пале куће и све што у њима нађу, он је заинтересован више за литературу па по кућама које ће касније запалити прво претражи да нема нека занимљива књига. Често чита из дневника који је нашао за време рата.
Брзи (Зоран Цвијановић) - Наркоман који је под утицајем дроге са надвожњака упао у камион ЈНА који се кретао ка Вуковару. Он једини разуме енглески.
Виљушка (Милорад Мандић) - Српски четник који је у рат кренуо да би заштитио свог кума Лазу и из патриотских разлога. Добио је надимак виљушка зато што око врата носи виљушку. 
Позната је његова реченица у филму: 
Ономад сам гледао на телевизору... Јел знаш ти, несрећо, да су Срби најстарији народ. Док су Шваба... и Енглез... и Американац пре... шесто година, јели свињу с рукама, ми (Срби) смо имали ово (показује на виљушку). На српском двору ми с виљушком боц, а Шваба с рукама, уста га јебем!... најстарији.
 У филму је духовит и срећан све док његов кум Лаза није умро у нападу муслимана.
Лаза (Драган Петровић) - Лаза је Виљушкин кум. Док је гледао вести о ужасима против Срба, изнервирао се и отишао као добровољац у рат.
Позната је његова реченица у филму: 
Неће моћи буразеру, неће моћи кажем ја теби. Неће више овде швапска и турска нога крочити... Како је код вас горе у Шведској? 'Ладно, ал' стандард.
Марко (Марко Ковијанић) - Младић од 18 година који очајнички тражи поштовање осталих чланова вода. Највише цени Вељу.
Гвозден (Бата Живојиновић) - Вођа вода и професионално обучени ЈНА официр. Воли Тита и недостаје му Југославија. Марширао је 350 km Титу на сахрану. Издан је од свог кума муслимана у рату.
Позната је његова реченица у филму: 
Да се не љубимо.
Учитељица (Вера Дедовић) - Лик учитељице везује се за период детињства главних јунака. Она је млада, шармантна, а време између два одмора проводи са поштаром Назимом на травњаку у близини школе.
Слободан (Петар Божовић) - Предратни кафеџија и боем. У рату се бавио мутним радњама и постао ратни профитер.

## Занимљивости
- Улога коју тумачи Милорад Мандић, била је намењена Срђану Тодоровићу, али је он одбио због рата у Босни и Херцеговини.[6]
- Улогу коју тумачи Драган Петровић, била је намењена Боди Нинковићу, али је он одбио због других улога.[7]
- Глумац Петар Божовић открио је да је зажалио што је прихватио улогу у филму "Лепа села лепо горе". То је изјавио иако су сви његову глуму оценили као одличну. Божовић игра кафеџију који је током рата постао профитер и бави се мутним радњама, а посебно је упечатљива сцена у којој Божовић прича Драгану Бјелогрлићу да су војници из чете његовог најбољег друга (Халила), запалили његову кућу и убили му мајку.[8]
- Чувени британски филмски магазин "Сајт енд саунд" уврстио је филм "Лепа села лепо горе" у 30 најбољих ратних филмова на свету.[6]
- У филму се појављују прави војници, а не статисти.[6]
- Тунел у којем се снимао највећи део филма налази се код Пријепоља.[6]

## Истинит догађај као инспирација
Године 1992. септембра месеца, 7 војника Треће чете Дринског батаљона чувало је мост испред тунела, пазећи да муслиманске јединице не пређу на десну обалу Дрине. После неколико дана цели кањон је горео. Јединица се повукла у тунел и тако нашла у клопци, заробљена са обе стране, без могућности да изађе из истог.
Тако су провели девет дана, под бомбама и сталним нападима муслиманских снага. Милован Лучић и Владан Гавриловић умрли су у тунелу због рана добијених гелером, тешко рањени Новак Арсић убио се пуцњем у слепоочницу, док је Стеван Панић настрадао од кише метака којим су их муслиманске јединице свакодневно засипале. Тројица српских војника Михајло Шимшић, Слађан Симић и Станко Мећашев су успели да изађу из тунела и преживели.

## Сценарио
Сценарио за филм "Лепа села лепо горе" настао је из чланка "Осам дана у гробу" Вање Булића. Булић је рекао да је инспирацију за лик главног јунака Милана (Драган Бјелогрлић) пронашао у животној причи војника Слађана Симића који је био један од седморице заробљених српских бораца у тунелу Бродар на путу између Вишеграда и Рудог.

## Награде
- Врњачка Бања: Друга награда за сценарио

На 20. Фестивалу филмског сценарија у Врњачкој Бањи филм је освојио Другу награду за сценарио (Вања Булић, Срђан Драгојевић и Никола Пејаковић).

## Културно добро
Југословенска кинотека је, у складу са својим овлашћењима на основу Закона о културним добрима, 28. децембра 2016. године прогласила сто српских играних филмова (1911—1999) за културно добро од великог значаја. На тој листи се налази и филм "Лепа села лепо горе".